# Antigone (album)
Antigone è il quarto album del gruppo metalcore/melodic death metal tedesco Heaven Shall Burn, pubblicato nel 2004 dalla Century Media.
L'album è stato pubblicato anche in un'edizione limitata contenente le cover di Dislocation degli Disembodied e Not My God degli Hate Squad, la versione coreana contiene la cover di Straßenkampf della band tedesca Die Skeptiker.
Il titolo dell'album è stato ispirato dal personaggio femminile dell'Antigone dell'omonima opera di Sofocle, la intro e la outro sono state composte e registrate dal compositore islandese Ólafur Arnalds.
La canzone The Weapon they Fear è stata scritta in onore a Víctor Jara, Tree of Freedom parla della vita di Nelson Mandela, Voice of the Voiceless si riferisce allo stile di vita vegano della band, Bleeding to Death tratta dei problemi sociali ed economici della ex-Germania Est, da dove proviene la band.

## Tracce
1. Echoes (Intro) - 1:29
2. The Weapon They Fear - 4:38
3. The Only Truth - 4:30
4. Architects Of The Apocalypse - 4:01
5. Voice Of The Voiceless - 4:53
6. Numbing The Pain - 5:36
7. To Harvest The Storm - 4:45
8. Risandi Von (Outro) - 1:32
9. Bleeding To Death - 4:15
10. Tree Of Freedom - 4:50
11. The Dream Is Dead - 4:41
12. Deyjandi Von (Outro) - 3:39

### Tracce bonus edizione coreana
1. Straßenkampf - 2:03 (cover Die Skeptiker)

### Tracce bonus edizione limitata
1. Dislocation - 3:34 (cover Disembodied)
2. Not My God - 3:56 (cover Hate Squad)

## Formazione
- Marcus Bischoff - voce
- Maik Weichert - chitarra
- Alexander Dietz - chitarra
- Eric Bishoff - basso
- Matthias Voigt - batteria